# Jay Brazeau
Jay Brazeau (* 22. Dezember 1953 in Winnipeg, Manitoba) ist ein kanadischer Theater- und Filmschauspieler sowie Synchronsprecher. Mit über 250 Mitwirkungen an Fernseh- und Filmproduktionen als Schauspieler oder Synchronsprecher gehört er zu den präsentesten kanadischen Darstellern.

## Leben
Jay Brazeau wurde am 22. Dezember 1953 im kanadischen Winnipeg geboren. Er debütierte 1975 in einer Nebenrolle in dem Film The Melting Pot. Es folgten Charakterdarstellungen in verschiedenen Fernseh- und Filmprojekten. Von 1998 bis 2001 stellte er den Charakter Sam Fisher in 52 Episoden der Fernsehserie Auf kalter Spur dar.
Er ist zudem als Synchronsprecher tätig. Er lieh dem Charakter Onkel Quigley in der Zeichentrickserie Simsalabim Sabrina und im Film Simsalabim Sabrina – Freunde für immer von 2002 seine Stimme.
Am 12. Mai 2011 erlitt Brazeau einen leichten Schlaganfall, während er hinter der Bühne sein Kostüm wechselte. Seine Rolle wurde während seiner Abwesenheit von Andy Toth ausgefüllt. Brazeau verpasste 36 Auftritte, bevor er sich vollständig erholte und zur Produktion zurückkehrte.

## Filmografie (Auswahl)

### Schauspieler
- 1975: The Melting Pot
- 1989: Wir sind keine Engel (We’re No Angels)
- 1989–1990: Booker (Fernsehserie, 4 Episoden)
- 1990: Ein fremder Klang (Cadence)
- 1995: Killing Dreams (Dream Man)
- 1997: Trucks – Out of Control (Trucks)
- 1998–2001: Auf kalter Spur (Cold Squad, Fernsehserie, 52 Episoden)
- 1999: Doppelmord (Double Jeopardy)
- 1999: Turbulence 2 (Fear of Flying)
- 2000: Air Bud 3 – Ein Hund für alle Bälle (Air Bud 3: World Pup)
- 2001: Die Unicorn und der Aufstand der Elfen (Voyage of the Unicorn, Fernsehfilm)
- 2002: Insomnia – Schlaflos (Insomnia)
- 2002: Mein Partner mit der kalten Schnauze 3 (K-9: P.I.)
- 2002: They – Sie Kommen (Wes Craven Presents: They)
- 2003: Gelegenheit macht Liebe (A Guy Thing)
- 2003: Moving Malcolm
- 2007: Blond und blonder (Blonde and Blonder)
- 2008: Gemeinsam stärker – Personal Effects (Personal Effects)
- 2009: Polar Storm (Fernsehfilm)
- 2012: Der Supersturm – Die Wetter-Apokalypse (Seattle Superstorm, Fernsehfilm)
- 2012: Possession – Das Dunkle in dir (The Possession)
- 2012: Santa Pfote 2 – Die Weihnachts-Welpen (Santa Paws 2: The Santa Pups)
- 2013: Super Buddies
- 2013: Verflixt! – Murphys Gesetz (Jinxed, Fernsehfilm)
- 2015: Once Upon a Holiday (Fernsehfilm)
- 2016: Unser Traum von Kanada: Alles auf Anfang (Fernsehfilm)
- 2016: Unser Traum von Kanada: Sowas wie Familie (Fernsehfilm)
- 2017: Rogue (Fernsehserie, 2 Episoden)

### Synchronsprecher
- 1993–1994: Madeleine (Zeichentrickserie, 20 Episoden)
- 1994: Mega Man (Zeichentrickserie, Episode 1x07)
- 1996: La Salla (Animationskurzfilm)
- 1998: Pocket Dragon Abenteuer (Pocket Dragon Adventures) (Zeichentrickserie, 104 Episoden)
- 1998–1999: RoboCop: Alpha Commando (Zeichentrickserie, 40 Episoden)
- 1999–2000: Simsalabim Sabrina (Sabrina: The Animated Series) (Zeichentrickserie, 65 Episoden)
- 2002: Simsalabim Sabrina – Freunde für immer (Sabrina the Teenage Witch in Friends Forever) (Zeichentrickfilm)